# Чемпионат России по хоккею с шайбой 2002/2003
Чемпионат России по хоккею с шайбой сезона 2002/2003 — стартовал 11 сентября (Суперлига) и 14 сентября (Высшая лига) 2002 года. Завершился 10 апреля (Суперлига) и 27 апреля (Высшая лига) 2003 года.

## Суперлига

### Регламент
В высшем дивизионе (Суперлиге) принимают участие 18 команд.
Сезон разделен на 2 этапа: регулярный чемпионат и плей-офф. 1-й этап разделён на 2 части: двухкруговой турнир, в котором команды играют по одной игре дома и в гостях (то есть всего 2 игры) с каждой командой, и третий круг, в котором каждая команда играет ещё по одной игре с каждой командой. В третьем круге команды, занявшие после первых двух кругов место с 1-го по 9-е, проводят дома на одну игру больше чем в гостях. Соответственно команды, занявшие места с 10-го по 18-е, играют дома на одну игру меньше. Календарь на третий круг определяется заранее через так называемый «цифровой календарь» в котором каждый тур расписан через указание мест, занятых командами после первых 2-х кругов. Всего на первом этапе каждая команда играет 51 игру.
На 1-м этапе команда за победу в основное время получает 3 очка, за победу в овертайме — 2 очка, за ничью или проигрыш в овертайме — 1 очко и за проигрыш в основное время — 0 очков. Если основное время матча заканчивается вничью, то назначается дополнительный пятиминутный овертайм до первой заброшенной шайбы. В овертайме на площадке с каждой стороны играют 5 полевых игроков и 1 вратарь. Если основное время для одной из команд завершилось с неоконченым штрафом, то это штрафное время переносится на овертайм.
При распределении мест в турнирной таблице в случае равенство очков у одной или более команд преимущество имеет команда:
- набравшая больше очков в микротурнире с этими командами
- имеющая наилучшую разницу шайб в микротурнире
- имеющая лучшую разницу шайб в матчах со всеми командами
- имеющая больше побед в матчах со всеми командами
- забросившая наибольшее количество шайб в матчах со всеми командами

В связи с сокращением в следующем сезоне количества команд в Суперлиге до 16-ти, Суперлигу покидают последние 4 команды. Вместо них в высший дивизион входят первые две команды из финального турнира Высшей лиги.
В плей-офф выходят первые 8 команд по результатам 1-го этапа. На каждой стадии плей-офф играются серии до трех побед. Соперники на каждом этапе плей-офф подбираются так, чтобы сильнейшая команда по результатам регулярного сезона играла со слабейшей, по результатам этого же регулярного сезона, командой. Команда, занявшая более высокое место в регулярном сезоне, имеет преимущество в одну домашнюю игру. Если на этапе плей-офф игра заканчивается вничью, назначается десятиминутный овертайм. Овертайм играется по тем же правилам, что и в регулярном сезоне. В случае если овертайм также не выявит победителя назначается серия буллитов по 5 бросков и, в случае ничьей после первых пяти буллитов, штрафные броски продолжаются до 1-й заброшенной шайбы.
Победитель финала получает золотые медали и звание Чемпиона России. Финалист — серебряные медали и звание вице-чемпиона. За 3-е место и бронзовые медали неудачники полуфиналов играют серию из двух матчей. Остальные места распределяются по результатам регулярного сезона.

### Регулярный сезон

#### Итоговая таблица
| М  | Команда                  | И  | В  | ВО | Н  | ПО | П  | ЗШ  | ПШ  | ±Ш  | О   | %О    |
| -- | ------------------------ | -- | -- | -- | -- | -- | -- | --- | --- | --- | --- | ----- |
| 1  | «Локомотив» Ярославль    | 51 | 32 | 2  | 7  | 3  | 7  | 163 | 90  | 73  | 110 | 71.9  |
| 2  | «Авангард» Омск          | 51 | 27 | 5  | 6  | 2  | 11 | 163 | 114 | 49  | 99  | 64.71 |
| 3  | «Северсталь» Череповец   | 51 | 28 | 3  | 6  | 3  | 11 | 143 | 96  | 47  | 99  | 64.71 |
| 4  | «Ак Барс» Казань         | 51 | 26 | 4  | 7  | 1  | 13 | 156 | 106 | 50  | 94  | 61.44 |
| 5  | «Лада» Тольятти          | 51 | 26 | 2  | 7  | 3  | 13 | 110 | 72  | 38  | 92  | 60.13 |
| 6  | «Металлург» Магнитогорск | 51 | 23 | 2  | 8  | 4  | 14 | 121 | 101 | 20  | 85  | 55.56 |
| 7  | «Динамо» Москва          | 51 | 22 | 3  | 11 | 1  | 14 | 123 | 102 | 21  | 84  | 54.9  |
| 8  | «Салават Юлаев» Уфа      | 51 | 20 | 3  | 9  | 2  | 17 | 107 | 87  | 20  | 77  | 50.33 |
| 9  | «Металлург» Новокузнецк  | 51 | 16 | 6  | 8  | 1  | 20 | 126 | 124 | 2   | 69  | 45.1  |
| 10 | ХК ЦСКА Москва           | 51 | 20 | 0  | 6  | 3  | 22 | 123 | 119 | 4   | 69  | 45.1  |
| 11 | «Амур» Хабаровск         | 51 | 17 | 3  | 9  | 1  | 21 | 113 | 122 | -9  | 67  | 43.79 |
| 12 | «Нефтехимик» Нижнекамск  | 51 | 17 | 3  | 6  | 0  | 25 | 108 | 136 | -28 | 63  | 41.18 |
| 13 | СКА Санкт-Петербург      | 51 | 17 | 2  | 2  | 4  | 26 | 97  | 117 | -20 | 61  | 39.87 |
| 14 | «Сибирь» Новосибирск     | 51 | 16 | 1  | 6  | 4  | 24 | 98  | 124 | -26 | 60  | 39.22 |
| 15 | «Спартак» Москва         | 51 | 14 | 1  | 5  | 4  | 27 | 108 | 149 | -41 | 53  | 34.64 |
| 16 | «Мечел» Челябинск        | 51 | 14 | 1  | 6  | 2  | 28 | 93  | 144 | -51 | 52  | 33.99 |
| 17 | «Молот-Прикамье» Пермь   | 51 | 11 | 0  | 7  | 1  | 32 | 80  | 160 | -80 | 41  | 26.8  |
| 18 | «Крылья Советов» Москва  | 51 | 8  | 2  | 8  | 4  | 29 | 78  | 147 | -69 | 40  | 26.14 |

Примечание: М — место, И — количество игр, В — выигрыши в основное время, ВО — выигрыши в овертайме, Н — ничьи, ПО — проигрыши в овертайме, П — проигрыши в основное время, ЗШ — забито шайб, ПШ — пропущено шайб, ±Ш — разница шайб, О — очки, %О — процент от возможного количества набранных очков.

#### Лучшие бомбардиры
| Место | Игрок              | Команда                  | Количество игр | Очки (гол+пас) |
| ----- | ------------------ | ------------------------ | -------------- | -------------- |
| 1     | Томаш Власак       | «Авангард» Омск          | 48             | 46 (19+27)     |
| 2     | Павел Патера       | «Авангард» Омск          | 51             | 46 (14+32)     |
| 3     | Вадим Епанчинцев   | «Северсталь» Череповец   | 50             | 40 (11+29)     |
| 4     | Дмитрий Затонский  | «Авангард» Омск          | 47             | 37 (18+19)     |
| 5     | Ян Бенда           | «Ак Барс» Казань         | 51             | 37 (14+23)     |
| 6     | Андрей Разин       | «Динамо» Москва          | 40             | 37 (9+28)      |
| 7     | Максим Спиридонов  | «Амур» Хабаровск         | 46             | 36 (21+15)     |
| 8     | Руслан Нуртдинов   | «Северсталь» Череповец   | 50             | 34 (18+16)     |
| 9     | Сергей Кривокрасов | «Амур» Хабаровск         | 51             | 34 (16+18)     |
| 10    | Максим Сушинский   | «Авангард» Омск          | 37             | 33 (15+18)     |
| 11    | Сергей Осипов      | «Металлург» Магнитогорск | 50             | 33 (13+20)     |
| 12    | Алексей Калюжный   | «Северсталь» Череповец   | 50             | 33 (10+23)     |
| 13    | Сергей Бердников   | «Северсталь» Череповец   | 51             | 31 (15+16)     |
| 14    | Валерий Хлебников  | «Металлург» Новокузнецк  | 51             | 31 (14+17)     |
| 15    | Сергей Зиновьев    | «Ак Барс» Казань         | 47             | 31 (13+18)     |
| 16    | Ринат Касьянов     | «Нефтехимик» Нижнекамск  | 49             | 31 (12+19)     |
| 17    | Алексей Бадюков    | «Амур» Хабаровск         | 41             | 31 (11+20)     |
| 18    | Алексей Чупин      | «Ак Барс» Казань         | 50             | 31 (9+22)      |

### Плей-офф

#### 1/4 финала
- «Локомотив» Ярославль — «Салават Юлаев» Уфа 3:0 (2:1, 3:2 бул, 2:1)
- «Авангард» Омск — «Динамо» Москва 3:2 (2:3, 2:3 от, 3:2, 3:1, 2:1)
- «Северсталь» Череповец — «Металлург» Магнитогорск 3:0 (3:0, 4:1, 4:2)
- «Ак Барс» Казань — «Лада» Тольятти 2:3 (4:3 бул, 2:1 от, 1:3, 0:3, 3:4 от)

#### 1/2 финала
- «Авангард» Омск — «Северсталь» Череповец 2:3 (4:3, 2:3 от, 3:1, 0:2, 2:3)
- «Локомотив» Ярославль — «Лада» Тольятти 3:0 (3:2, 4:0, 2:1)

#### Матч за 3-е место
- «Лада» Тольятти — «Авангард» Омск 2:0 (4:1, 4:1)

#### Финал
- «Локомотив» Ярославль — «Северсталь» Череповец 3:1 (3:1, 4:1, 2:4, 4:0)

#### Лучшие бомбардиры плей-офф
| Место | Игрок               | Команда                | Количество игр | Очки (гол+пас) |
| ----- | ------------------- | ---------------------- | -------------- | -------------- |
| 1     | Андрей Коваленко    | «Локомотив» Ярославль  | 10             | 9 (5+4)        |
| 2     | Александр Сёмин     | «Лада» Тольятти        | 10             | 9 (5+4)        |
| 3     | Вячеслав Буцаев     | «Локомотив» Ярославль  | 9              | 9 (3+6)        |
| 4     | Максим Сушинский    | «Авангард» Омск        | 12             | 8 (4+4)        |
| 5     | Александр Бойков    | «Лада» Тольятти        | 10             | 8 (3+5)        |
| 6     | Юрий Добрышкин      | «Северсталь» Череповец | 12             | 7 (5+2)        |
| 7     | Владимир Антипов    | «Локомотив» Ярославль  | 10             | 7 (4+3)        |
| 8     | Сергей Бердников    | «Северсталь» Череповец | 12             | 7 (3+4)        |
| 9     | Александр Прокопьев | «Авангард» Омск        | 10             | 7 (3+4)        |
| 10    | Александр Нестеров  | «Лада» Тольятти        | 10             | 7 (3+4)        |
| 11    | Игорь Григоренко    | «Лада» Тольятти        | 10             | 7 (1+6)        |

### Итоговое распределение мест
1. «Локомотив» Ярославль
2. «Северсталь» Череповец
3. «Лада» Тольятти
4. «Авангард» Омск
5. «Ак Барс» Казань
6. «Металлург» Магнитогорск
7. «Динамо» Москва
8. «Салават Юлаев» Уфа
9. «Металлург» Новокузнецк
10. ХК ЦСКА Москва
11. «Амур» Хабаровск
12. «Нефтехимик» Нижнекамск
13. СКА Санкт-Петербург
14. «Сибирь» Новосибирск
15. «Спартак» Москва
16. «Мечел» Челябинск
17. «Молот-Прикамье» Пермь
18. «Крылья Советов»

Примечание: «Спартак», «Мечел», «Молот» и «Крылья Советов» покинули Суперлигу. Вместо них в высший дивизион вошли «Торпедо» Нижний Новгород и «Химик» Воскресенск.

### Личные и командные призы

#### Командные
- Приз имени Боброва — «Локомотив» Ярославль.
- «Лучшему клубу ПХЛ» — «Локомотив» Ярославль.

#### Личные
- «Золотая клюшка» — Андрей Коваленко, «Локомотив» Ярославль.
- «Золотой шлем» — вратарь — Максим Михайловский, «Лада» Тольятти; защитники — Сергей Гусев, Василий Турковский, оба «Северсталь» Череповец; нападающие — Игорь Григоренко, «Лада» Тольятти, Вадим Епанчинцев, «Северсталь» Череповец, Андрей Коваленко, «Локомотив» Ярославль.
- «Самому результативному игроку» — Томаш Власак, «Авангард» Омск.
- «Три бомбардира» — Мартин Прохазка — Павел Патера — Томаш Власак, «Авангард» Омск.
- «Самый результативный защитник» — Александр Гуськов, «Локомотив» Ярославль.
- «Лучший снайпер» — Юрий Добрышкин, «Северсталь» Череповец.
- «Мастер плей-офф» — Андрей Коваленко, «Локомотив» Ярославль.
- «Секунда» (самый быстрый гол) — Александр Овечкин, «Динамо» Москва, гол на 11 секунде матча «Динамо» Москва — «Крылья Советов» Москва (3:2) 6 марта 2003 года.
- «Секунда» (самая поздняя по времени шайба) — Игорь Григоренко «Лада» Тольятти, гол в пустые ворота на 59 минуте, 59 секунде матча «Лада» Тольятти — «Ак Барс» Казань (4:2) 23 сентября 2002 года.
- «Железный человек» — Андрей Субботин, «Авангард» Омск.
- «Лучший вратарь Чемпионата России» — Егор Подомацкий, «Локомотив» Ярославль.
- «Лучший новичок сезона» — Александр Сёмин, «Лада» Тольятти.
- Лучшему играющему ветерану-наставнику — Александр Семак, «Динамо» Москва.
- «Джентльмен на льду» — Вадим Епанчинцев, «Северсталь» Череповец.
- «Лучшему тренеру» — Сергей Михалев, «Северсталь» Череповец.
- «Золотой свисток» — Михаил Бутурлин, Москва.
- Приз имени Валентина Лукича Сыча — Юрий Яковлев, «Локомотив» Ярославль.
- Лучшим пишущим журналистам, освещающим хоккей — «Золотое перо» — Владимир Мозговой («Весь хоккей»), «Серебряное перо» Алексей Лапутин («Спорт-Экспресс»), «Бронзовое перо» Сергей Чуев («Советский спорт»).
- Лучшим теле- и радиожурналистам, освещающим хоккей — Борис Майоров (телеканал НТВ+), Сергей Крабу (телеканал НТВ+), Владимир Писаревский (ГТРК «Маяк»).
- «Богатырская атака» — Максим Сушинский, «Авангард» Омск; Андрей Коваленко, «Локомотив» Ярославль; Игорь Григоренко, «Лада» Тольятти.
- «Лучшему хоккеисту плей-офф» — Андрей Коваленко, «Локомотив» Ярославль.

## Высшая лига

### Регламент
Высшая лига чемпионата России по хоккею разделена на две зоны — «Восток» и «Запад». Команды разбиты на зоны по географическому принципу.
На первом этапе команды в каждой зоне играют четырёхкруговой турнир — с каждой командой 2 игры дома и 2 в гостях, то есть всего 48 игр в зоне «Запад» и 52 игры в зоне «Восток». Назначение очков, распределение мест, регламент овертаймов и тому подобное — аналогично высшему дивизиону.
В финальный турнир выходят 8 лучших команд из каждой зоны. Финальный турнир состоит из двух кругов, в которых команды по одному разу играют дома и в гостях с каждой командой. Две первые команды по результатам финального турнира получают право в следующем сезоне играть в Суперлиге.

### Регулярный сезон «Запад»
| М  | Команда                   | И  | В  | ВО | Н | ПО | П  | ЗШ  | ПШ  | ±Ш  | О   | %О    |
| -- | ------------------------- | -- | -- | -- | - | -- | -- | --- | --- | --- | --- | ----- |
| 1  | «Торпедо» Нижний Новгород | 48 | 36 | 2  | 4 | 2  | 4  | 187 | 86  | 101 | 118 | 81.94 |
| 2  | «Химик» Воскресенск       | 48 | 33 | 0  | 5 | 1  | 9  | 167 | 81  | 86  | 105 | 72.92 |
| 3  | «Нефтяник» Лениногорск    | 48 | 31 | 2  | 1 | 0  | 14 | 149 | 110 | 39  | 98  | 68.06 |
| 4  | «Нефтяник» Альметьевск    | 48 | 28 | 3  | 4 | 1  | 12 | 138 | 87  | 51  | 95  | 65.97 |
| 5  | ХК «Липецк»               | 48 | 22 | 0  | 5 | 2  | 19 | 134 | 116 | 18  | 73  | 50.69 |
| 6  | ЦСК ВВС Самара            | 48 | 16 | 3  | 6 | 0  | 23 | 144 | 142 | 2   | 60  | 41.67 |
| 7  | «Кристалл» Саратов        | 48 | 15 | 2  | 5 | 3  | 23 | 119 | 146 | -27 | 57  | 39.58 |
| 8  | ХК «Витязь» Подольск      | 48 | 15 | 2  | 5 | 2  | 24 | 132 | 168 | -36 | 56  | 38.89 |
| 9  | «Элемаш» Электросталь     | 48 | 16 | 1  | 4 | 2  | 25 | 121 | 155 | -34 | 56  | 38.89 |
| 10 | ХК «Воронеж»              | 48 | 13 | 4  | 2 | 4  | 25 | 112 | 140 | -28 | 53  | 36.81 |
| 11 | «Олимпия» Кирово-Чепецк   | 48 | 12 | 3  | 6 | 4  | 23 | 102 | 150 | -48 | 52  | 36.11 |
| 12 | «ТХК» Тверь               | 48 | 13 | 1  | 6 | 0  | 28 | 99  | 151 | -52 | 47  | 32.64 |
| 13 | «Спартак» Санкт-Петербург | 48 | 11 | 1  | 1 | 3  | 32 | 108 | 180 | -72 | 39  | 27.08 |

Примечание: М — место, И — количество игр, В — выигрыши в основное время, ВО — выигрыши в овертайме, Н — ничьи, ПО — проигрыши в овертайме, П — проигрыши в основное время, ЗШ — забито шайб, ПШ — пропущено шайб, ±Ш — разница шайб, О — очки, %О — процент от возможного количества набранных очков.

### Регулярный сезон «Восток»
| М  | Команда                            | И  | В  | ВО | Н  | ПО | П  | ЗШ  | ПШ  | ±Ш   | О   | %О    |
| -- | ---------------------------------- | -- | -- | -- | -- | -- | -- | --- | --- | ---- | --- | ----- |
| 1  | «Энергия» Кемерово                 | 52 | 34 | 1  | 6  | 0  | 11 | 164 | 90  | 74   | 110 | 70.51 |
| 2  | «Казцинк-Торпедо» Усть-Каменогорск | 52 | 32 | 1  | 6  | 1  | 12 | 174 | 111 | 63   | 105 | 67.31 |
| 3  | «Мостовик» Курган                  | 52 | 28 | 1  | 9  | 1  | 13 | 177 | 120 | 57   | 96  | 61.54 |
| 4  | «Газовик» Тюмень                   | 52 | 28 | 3  | 5  | 1  | 15 | 158 | 105 | 53   | 96  | 61.54 |
| 5  | «Спутник» Нижний Тагил             | 52 | 28 | 1  | 6  | 1  | 16 | 139 | 116 | 23   | 93  | 59.62 |
| 6  | «Ижсталь» Ижевск                   | 52 | 27 | 1  | 8  | 0  | 16 | 157 | 129 | 28   | 91  | 58.33 |
| 7  | «Металлург» Серов                  | 52 | 24 | 0  | 6  | 2  | 20 | 167 | 160 | 7    | 80  | 51.28 |
| 8  | «Трактор» Челябинск                | 52 | 20 | 2  | 9  | 1  | 20 | 115 | 108 | 7    | 74  | 47.44 |
| 9  | «Кедр» Новоуральск                 | 52 | 21 | 1  | 4  | 1  | 25 | 143 | 147 | -4   | 70  | 44.87 |
| 10 | «Динамо-Энергия» Екатеринбург      | 52 | 15 | 1  | 13 | 1  | 22 | 126 | 126 | 0    | 61  | 39.1  |
| 11 | «Мотор» Барнаул                    | 52 | 15 | 0  | 8  | 1  | 28 | 113 | 159 | -46  | 54  | 34.62 |
| 12 | «Янтарь» Северск                   | 52 | 15 | 0  | 7  | 2  | 28 | 118 | 153 | -35  | 54  | 34.62 |
| 13 | «Южный Урал» Орск                  | 52 | 12 | 0  | 3  | 1  | 36 | 102 | 183 | -81  | 40  | 25.64 |
| 14 | «Шахтер» Прокопьевск               | 52 | 3  | 1  | 8  | 0  | 40 | 81  | 227 | -146 | 19  | 12.18 |

Примечание: М — место, И — количество игр, В — выигрыши в основное время, ВО — выигрыши в овертайме, Н — ничьи, ПО — проигрыши в овертайме, П — проигрыши в основное время, ЗШ — забито шайб, ПШ — пропущено шайб, ±Ш — разница шайб, О — очки, %О — процент от возможного количества набранных очков.

### Финальный турнир
| М | Команда                   | И  | В  | ВО | Н | ПО | П  | ЗШ | ПШ | ±Ш  | О  | %О    |
| - | ------------------------- | -- | -- | -- | - | -- | -- | -- | -- | --- | -- | ----- |
| 1 | «Торпедо» Нижний Новгород | 14 | 10 | 0  | 3 | 0  | 1  | 42 | 22 | 20  | 33 | 78.57 |
| 2 | «Химик» Воскресенск       | 14 | 10 | 0  | 1 | 1  | 2  | 51 | 23 | 28  | 32 | 76.19 |
| 3 | «Нефтяник» Альметьевск    | 14 | 8  | 0  | 2 | 0  | 4  | 36 | 34 | 2   | 26 | 61.9  |
| 4 | «Газовик» Тюмень          | 14 | 7  | 1  | 3 | 0  | 3  | 38 | 26 | 12  | 26 | 61.9  |
| 5 | «Энергия» Кемерово        | 14 | 4  | 0  | 2 | 1  | 7  | 31 | 40 | -9  | 15 | 35.71 |
| 6 | «Нефтяник» Лениногорск    | 14 | 3  | 1  | 0 | 0  | 10 | 37 | 49 | -12 | 11 | 26.19 |
| 7 | «Мостовик» Курган         | 14 | 3  | 0  | 1 | 0  | 10 | 34 | 55 | -21 | 10 | 23.81 |
| 8 | «Спутник» Нижний Тагил    | 14 | 2  | 1  | 0 | 1  | 10 | 22 | 42 | -20 | 9  | 21.43 |

Примечание: М — место, И — количество игр, В — выигрыши в основное время, ВО — выигрыши в овертайме, Н — ничьи, ПО — проигрыши в овертайме, П — проигрыши в основное время, ЗШ — забито шайб, ПШ — пропущено шайб, ±Ш — разница шайб, О — очки, %О — процент от возможного количества набранных очков.